# Myoxocephalus stelleri
Myoxocephalus stelleri — вид скорпеноподібних риб родини Бабцеві (Cottidae).

## Поширення
Вид поширений на півночі Тихого океану біля  Алеутських островів, в Охотському та  Японському морі. Може заходити у річки.

## Опис
Тіло завдовжки до 60 см. Максимальний вік 12 років.